# Kaimur
Kaimur són unes muntanyes derivació de la serralada Vindhya que s'inicia a prop de Katangi al districte de Jabalpur a Madhya Pradesh i segueix cap al nord-est fins a Sasaram a Bihar. Separen les valls dels rius Son i Tons. La seva amplada màxima és de 80 km i la llargada d'uns 250 km. L'altura màxima està a l'entorn dels 620 metres, i la major elevació és la roca de Bijaigarh a l'entorn dels 625 metres. La fortalesa més destacada és el fort de Rohtas, en ruïnes.